# Mühlwiesen im Elsbachtal
Das Naturschutzgebiet Mühlwiesen im Elsbachtal liegt auf dem Gebiet des Marktes Oberelsbach im unterfränkischen Landkreis Rhön-Grabfeld.
Das Gebiet erstreckt sich nordwestlich des Kernortes Oberelsbach entlang der Els, eines Nebenflusses der Streu. Am nordwestlichen Rand des Gebietes und südwestlich davon verläuft die St 2286. Nordwestlich – direkt anschließend – erstreckt sich das 182,6 ha große Naturschutzgebiet Gangolfsberg und südlich das 75,39 ha große Naturschutzgebiet Dünsberg.

## Bedeutung
Das 70,55 ha große Gebiet mit der Nr. NSG-00459.01 wurde im Jahr 1993 unter Naturschutz gestellt.